# Elemeno P
Elemeno P — новозеландская рок-группа.

## История
Группа была образована в 2002 барабанщиком Скотти Пирсоном (англ. Scotty Pearson) и вокалистом Дэйвом Гибсоном (англ. Dave Gibson). Позднее к ним присоединились бас-гитарист Лани Паркис (англ. Lani Purkis) и гитарист Джастин Пилброу (англ. Justyn Pilbrow); последний покинул группу к 2005.
Первый альбом коллектива, «Love & Disrespect» (рус. Любовь и презрение), был выпущен 4 июля 2003, и занял первое место по рейтингу RIANZ. Второй альбом группы, «Trouble in Paradise» (рус. Волнения в раю), вышел 24 ноября 2005; третий (одноимённый), «Elemeno P» — 26 мая 2008.

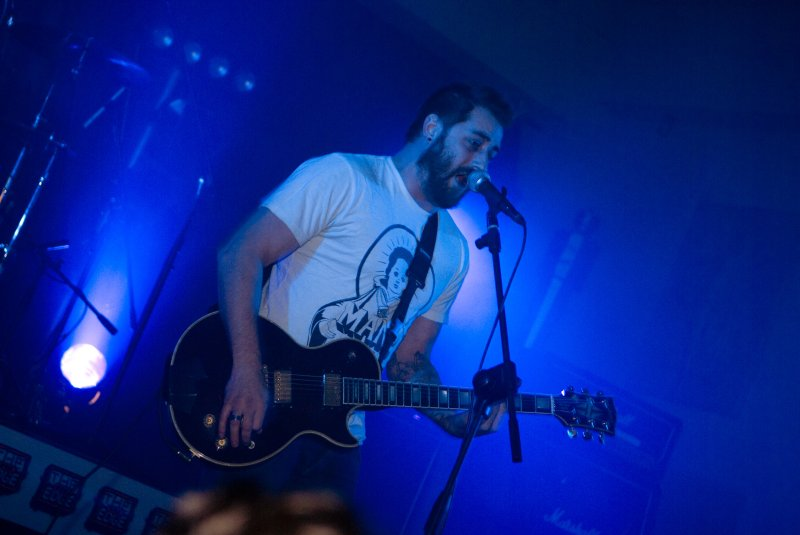
Дэйв Гибсон

Elemeno P является самой «продаваемой» рок-группой Новой Зеландии, а в 2006 группа получила номинацию «Лучшей группы» по версии New Zealand Music Awards.

## Состав

### Текущий состав
- Дэйв Гибсон (Dave Gibson) — вокал
- Лани Паркис (Lani Purkis) — бас-гитара
- Скотти Пирсон (Scotty Pearson) — ударные

### Бывшие участники
- Джастин Пилброу (Justyn Pilbrow) — гитара, вокал

### Сессионные музыканты
- Дэйв Гудисон (Dave Goodison) — гитара, бэк-вокал
- Годфри ДеГрут (Godfrey DeGrut) — клавишные, перкуссия

## Дискография

### Альбомы
- Love & Disrespect (2003; дважды платиновый)
- Trouble in Paradise (2005; золотой)
- Elemeno P (2008)

### Синглы
- Fast Times in Tahoe
- Nirvana
- Every Day’s a Saturday
- Verona
- Urban Getaway
- Claim to Fame
- Verona
- 11:57
- Burn
- You Are
- One Left Standing
- S.O.S
- Baby Come On
- Take The High Road
- Better Days
- Louder Louder